# Lohkkejávri
Lohkkejávri eller Lokkijävri är en sjö i Finland. Den ligger i kommunen Utsjoki i landskapet Lappland, i den norra delen av landet, 1 100 km norr om huvudstaden Helsingfors. Lohkkejávri ligger 266 meter över havet. Omgivningarna runt Lohkkejávri är i huvudsak ett öppet busklandskap. Arean är 42,4 hektar och strandlinjen är 3,55 kilometer lång. Sjön  ingår i Tana älvs huvudavrinningsområde. 